# Йоас II
Йоас II — негус Ефіопії з Соломонової династії. Був сином імператора Ізкеяса та братом свого попередника Егвали Сейона.

## Правління
Є дуже мало інформації про його правління. Його кандидатуру було обрано на противагу його племінникам Зеробабелю та Мерріту. До свого сходження на престол проживав у монастирі.